# Schizophragma saltensis
Schizophragma saltensis är en stekelart som beskrevs av Dmitriy Alekseevich Ogloblin 1949. Schizophragma saltensis ingår i släktet Schizophragma och familjen dvärgsteklar. Inga underarter finns listade i Catalogue of Life.